# PalaSind
Il PalaUbroker (ex  PalaDolfin, PalaBassano, PalaInfoplus, PalaSind)  è il principale palazzo dello sport di Bassano del Grappa.
Ha una capienza di 3850 persone ed ospita le partite interne dell'Hockey Bassano 1954. Fino a prima della costruzione del PalaBruel ospitava anche le partite interne del Bassano Volley, ed ha ospitato le partite interne del Basket Bassano nel suo primo periodo di militanza in B2.
Questo palazzetto è una risorsa molto importante per la città di Bassano del Grappa: oltre a manifestazioni sportive, la struttura è utilizzata anche per rappresentazioni teatrali e liriche Operaestate Festival Veneto nonché per eventi musicali.
L'impianto è stato utilizzato, tra il 2009 e il 2018, da Luparense e Marca Futsal per le partite casalinghe dei play-off Scudetto di calcio a 5, e nell'autunno 2009 per la Supercoppa Italiana.
Il palazzetto è stato utilizzato anche dalla squadra di hockey in-line degli Asiago Vipers fino alla stagione 2009-2010.
Tuttavia, alla fine del 2009, è stato costruito, proprio vicino al PalaBassano, un nuovo palazzetto dello Sport, il PalaBruel.
Dal 1992 ospita la sede della Bassano Rally Racing, storica scuderia rallistica organizzatrice del Rally Internazionale Città di Bassano.

## Principali manifestazioni sportive ospitate
- Pallavolo
  - 1999 Qualificazioni Mondiali Italia - femminile
  - 2000 Tappa World League Maschile Italia - Canada
  - 2005 Final Four della Coppa Italia Serie A2 (squadre partecipanti Bassano. Corigliano, Loreto e S.Croce)
  - 2006 Final Eight della Coppa Italia Serie A1 - 1 giornata (Treviso, Perugia, Cuneo e Vibo Valentia)
  - 2007 Final Eight della Coppa Italia Serie A1 - 2 giornate (Roma, Montichiari, Piacenza, Treviso, Cuneo, Modena, Latina e Taranto)
  - 2008 Final Eight della Coppa Italia Serie A1 - 2 giornate (Macerata, Roma, Piacenza, Modena, Treviso, Padova, Trento e Cuneo)
  - 2011 Palladium Cup (triangolare internazionale tra Italia, Spagna e Serbia)
- Hockey su pista
  - 2007 Final Four Champions League (Barcellona, Vic, Porto e Bassano)
  - 2009 Final Eight Eurolega (Reus, Vic, Bassano, Liceo, Barcellona, Noia, Porto, Follonica)[2]
  - 2009 Mondiali Under 20
- Calcio a 5
  - 2009, 2011, 2012, 2013, 2017, 2018: partite casalinghe della Luparense nei play-off scudetto del Campionato Nazionale di Serie A.
  - 2011, 2012: partite casalinghe della Marca Futsal nei play-off scudetto del Campionato Nazionale di Serie A nella finale.
  - 2009: Supercoppa italiana.
- Roller-in-line-hockey European-Champions-Cup 2006
  - 2006: Asiago-Vipers, Anglet, Lopersdorf, Rethel, Maoirca.